# Schwerdtner (Adelsgeschlecht)

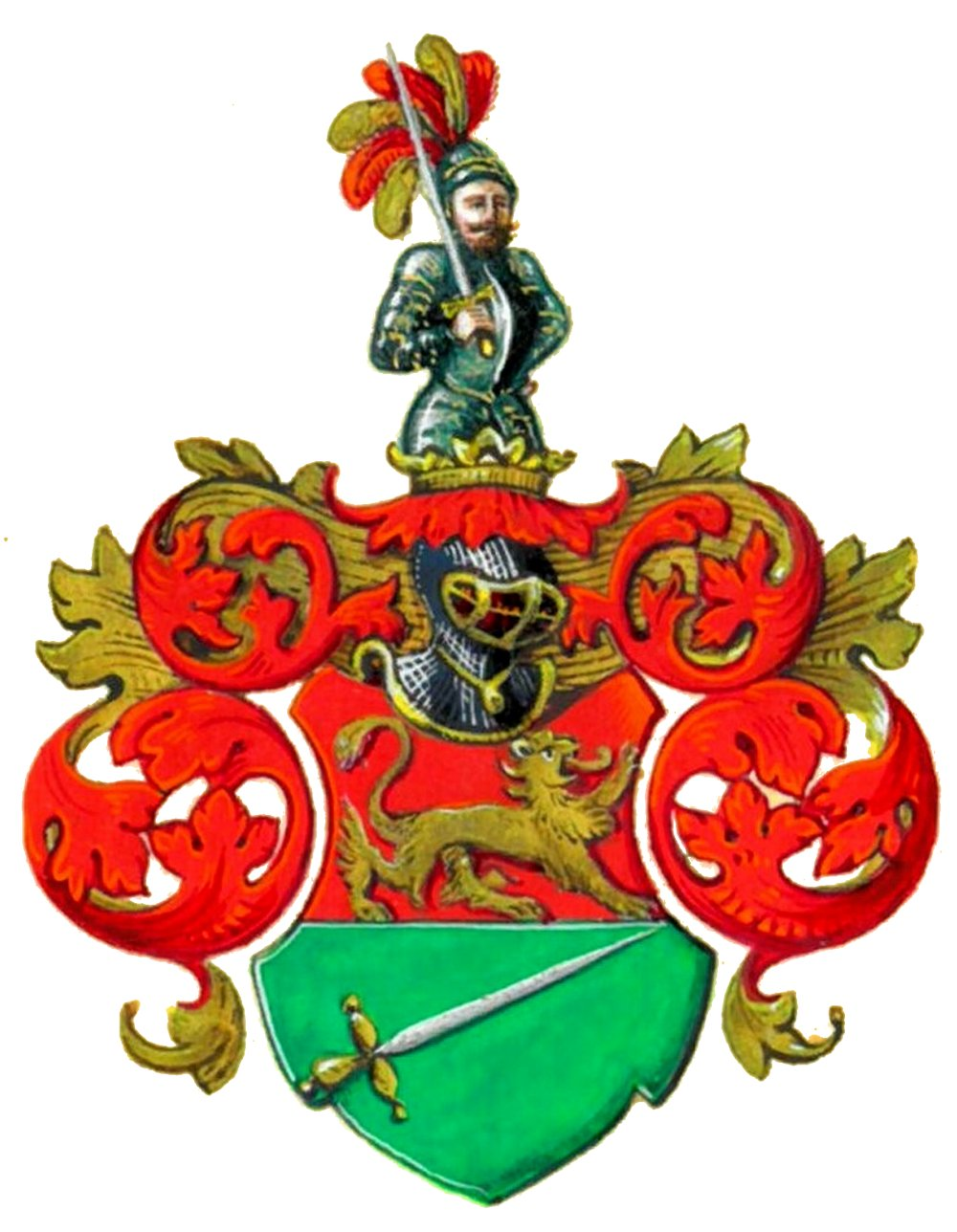
Wappen derer von Schwerdtner

Schwerdtner bzw. Schwerdtner-Pomeiske ist eine sächsische, später auch pommerisch-preußische briefadlige Familie. Zweige der Familie bestehen bis heute fort.

## Geschichte
Am 31. Juli 1790 wurde der sächsische Premierleutnant und Adjutant im Chevauxlegers-Regiment „Herzog von Kurland“, Jonathan Friedrich Schwerdtner aus Hirschberg im Riesengebirge vom Kurfürst von Sachsen Friedrich August III., der als Reichsvikar handelte, in den Adelsstand gehoben.
Am 26. Januar 1845 erging für Otto Friedrich von Schwerdtner auf Ilkendorf bei Nossen in Sachsen und seine Deszendenten, gebunden an den Besitz des Familienfideikommiss Groß Pomeiske, die königlich preußische Genehmigung zur Namens- und Wappenvereinigung Schwerdtner-Pomeiske.

## Besitz
- Ilkendorf 1827ff, Großendorf bis 1945, Groß Pomeiske 1840–1945, Schloss Wendischbora 1930–1945; nach 1990 Wieder-in-Besitznahme der Reste des Rittergutes Wendischbora.

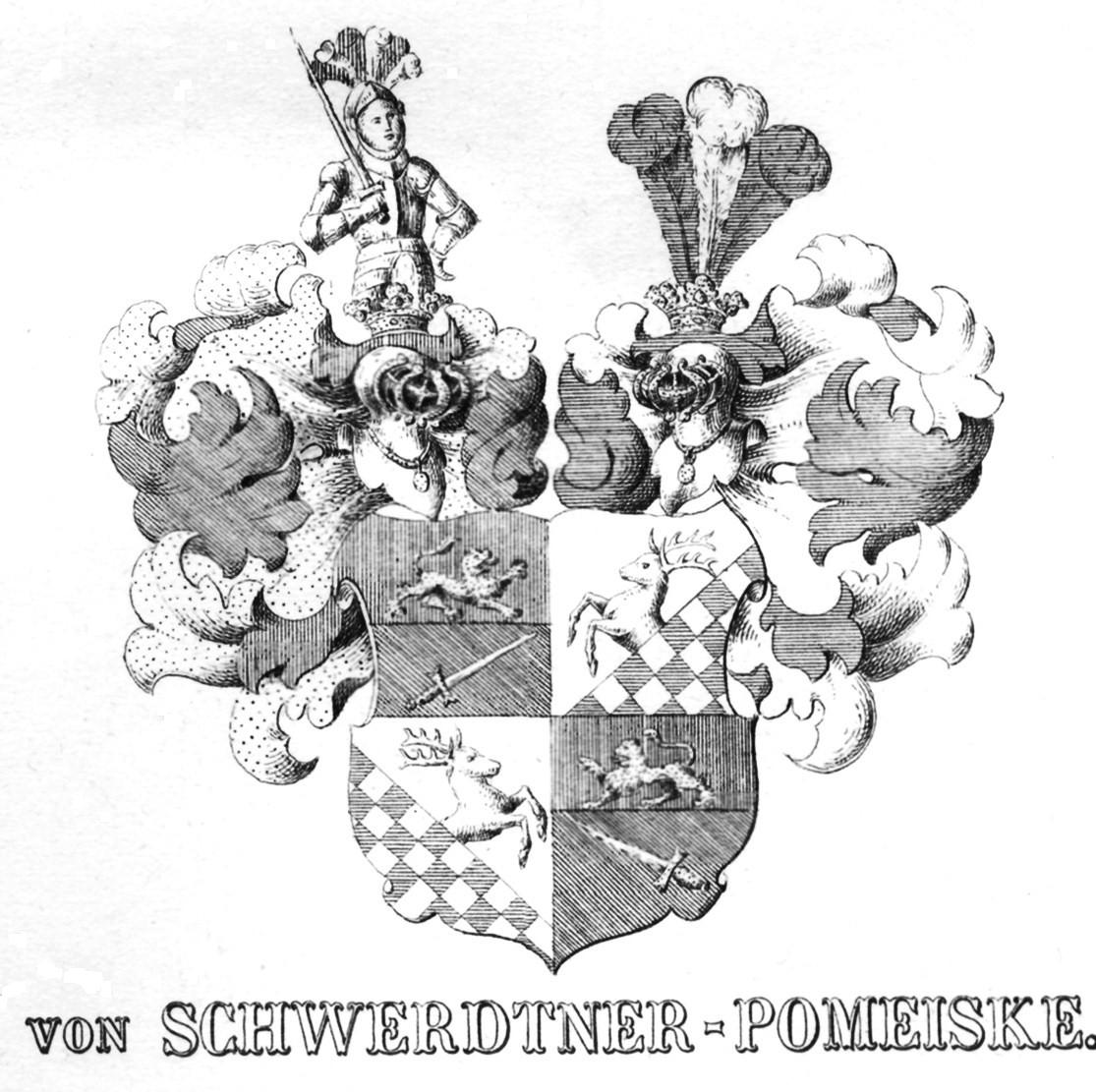
Wappen (1844) Schwerdtner-Pomeiske

- Rosenhof in Oberissigheim, kam 1963 in Besitz von Ernst von Schwerdtner-Mitzlaff und von Gerlach aus dem Hause Großendorf und seiner Gattin Gabriele, geb. Jeimke-Karge,[4] ausgebaut zum Reiterhof, seit 2002 in zweiter Generation weitergeführt von Alice Knop-von Schwerdtner[5]

## Wappen
Das Stammwappen (1790) ist geteilt, oben in Rot ein schreitender goldener Löwe, unten in Grün schrägrechts-aufwärts ein Schwert mit goldenem Griff. Auf dem Helm mit (rechts) rot-goldenen (und links grün-goldenen) Decken ein wachsender, das Schwert schulternder Geharnischter, dessen Helm mit sechs abwechselnd golden und roten Straußenfedern bestückt ist.
Das Wappen (1844) ist geviert, 1 und 4 wie 1790, jedoch die Wappenbilder einwärts gekehrt, 2 (Pomeiske) schräglinks geteilt oben in Silber einen wachsenden natürlichen Hirsch, unten von Blau und Silber in drei Reihen geschacht, 3 wie 2 jedoch schrägrechts geteilt. Zwei Helme, der rechte wie 1790, auf dem linken mit blau-silbernen Decken, drei (blau-silber-blau) Straußenfedern (Pomeiske).